# Хаджимус
Хаджимус (рум. Hagimus) — село в Каушанском районе Молдавии. Относится к сёлам, не образующим коммуну.

## География
Село расположено в 3 км от города Бендеры на высоте 56 метров над уровнем моря.

## Население
По данным переписи населения 2004 года, в селе Хаджимус проживает 2730 человек (1303 мужчины, 1427 женщин).
Этнический состав села:
| Национальность | Число жителей | Процентный состав |
| -------------- | ------------- | ----------------- |
| молдаване      | 2431          | 89,05             |
| русские        | 147           | 5,38              |
| румыны         | 57            | 2,09              |
| украинцы       | 46            | 1,68              |
| гагаузы        | 26            | 0,95              |
| болгары        | 12            | 0,44              |
| прочие         | 11            | 0,4               |
| Всего          | 2730          | 100 %             |